# ماري سفينسون
ماري سفينسون (بالسويدية: Marie Svensson)‏ هي لاعبة تنس الطاولة سويدية، ولدت في 9 أغسطس 1967 في Simrishamn ‏ في السويد.

## وصلات خارجية
- ماري سفينسون على موقع أوليمبيديا (الإنجليزية)
- ماري سفينسون على موقع اللجنة الأولمبية السويدية (السويدية)